# Административно-территориальное деление Киева
Административно-территориальное деление Киева включает десять административных городских районов, образованных по радиальному принципу и наименованных по географическому принципу (кроме Шевченковского района, названного в честь Тараса Шевченко). Государственная власть в каждом районе представлена районной государственной администрацией, которую возглавляет её глава. Районные советы были упразднены после местных выборов 31 октября 2010 года. В 2010 году в прессе сообщалось о проекте реформирования административно-территориального устройства города, в ходе которой из десяти существующих могли бы быть сформированы восемь новых административных районов, которые, в свою очередь, могли бы быть разделены в сумме на 40-50 «управ».

## История административно-территориального деления Киева

### Дореволюционный Киев
На 1902 год Киев имел 8 полицейских участков: Бульварный, Дворцовый, Лыбедской, Лукьяновский, Печерский, Плоский, Подольский, Старокиевский.

### Городские думы в 1917 году
На октябрь 1917 года в Киеве существовало 8 районных дум: Лыбедская, Лукьяновская, Печерская, Подольская (с местностью Плоское и Трухановым островом), Приорско-Куреневская (включала Пущу-Водицу), Соломенская, Старокиевская, Шулявско-Бульварная.

### Партийно-территориальные районы большевиков
В марте 1921 года в Киеве было создано 6 районов: Демиевский, Городской, Печерский, Подольский, Соломенский, Шулявский.

## Послевоенное административное деление Киева
В 1946 году в Киеве насчитывалось девять районов: Дарницкий, Жовтневый, Зализничный, Кагановичский, Ленинский, Молотовский, Печерский, Подольский, Сталинский. Данное административное деление сохранялось до административной реформы 2001 года (с учётом роста городской территории и строительства новых жилых массивов). Так, в 1969 году из Дарницкого района был выделен Днепровский район; в 1973 году был создан Ленинградский район; в 1975 году — Минский; в 1990 году созданы Харьковский и Ватутинский районы. Также производились переименования районов — в 1957 году Кагановичский район был переименован в Московский, а Молотовский — в Шевченковский; 6 марта 1992 года Ленинский район был переименован в Старокиевский. В это время доминировали не географически привязанные названия районов, а идеологически: из четырнадцати районов к географии были привязаны только Днепровский, Дарницкий, Печерский и Подольский.

### Районы, существовавшие до 2001 года

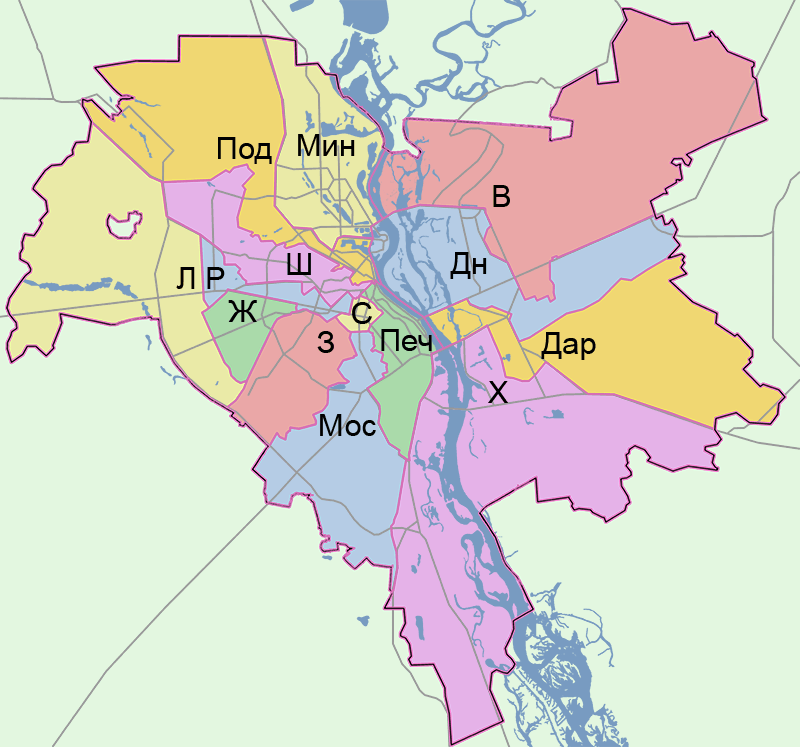
Административные деление Киева до 2001 года:
В — Ватутинский район
Дар — Дарницкий район
Дн — Днепровский район
Ж — Жовтневый район
З — Зализничный район
Л — Ленинградский район
Мин — Минский район
Мос — Московский район
Печ — Печерский район
Под — Подольский район
Р — Радянский район
С — Старокиевский район
Х — Харьковский район
Ш — Шевченковский район

| Районы до 2001 года           | Год основания | Бывшие названия |
| ----------------------------- | ------------- | --- |
| Ватутинский                   | 1988          | |
| Дарницкий                     | 1935          | В 1921 левобережная часть Киева фигурировала как Слободской район, позже — часть Печерского и Подольского районов |
| Днепровский                   | 1969          | |
| Жовтневый (Октябрьский)       | 1927          | 1917-23 — Шулявский район; 1923-27 — Раковский район (или район имени Раковского) |
| Зализничный (Железнодорожный) | 1938          | В 1917 фигурировал как Соломенский район. Впервые упоминается под названием Зализничного в 1919. В 1925-38 — часть Сталинского района |
| Ленинградский                 | 1973          | |
| Минский                       | 1975          | |
| Московский                    | 1957          | 1917 — упоминается как Новостроенский район и часть Городского района, 1921 — как Демиевский район. 1924-33 — часть Ленинского района. В 1925-33 Демиевка, Голосеево, Корчеватое — часть Сталинского района. 1933-57 — Кагановичский район |
| Печерский                     | 1921          | Под названием Печерский упоминается с 1917, повторное решение про основание — 1921, в этот же год слился с Центральным районом. В 1924-33 — часть Ленинского района. 1936-44 — Кировский район                                             |
| Подольский                    | 1921          | Под названием Подольский упоминается с 1917, повторное решение про основание — 1921. В 1934-41 — Петровский район. |
| Радянский (Советский)         | 1933          | С конца 30-х годов до 1961 — Сталинский район. |
| Старокиевский                 | 1917          | 1917-24 существовал под названиями Городской, Центральный, Старокиевский. 1924-92 — Ленинский район (в 1936 его печерская часть названа Кировским районом)                                                                                 |
| Харьковский                   | 1988          | |
| Шевченковский                 | 1937          | До 1957 имел название Молотовский район. |

### Население и площадь дореформенных районов (на 1999 год)
| Район                                   | Площадь, км² | Население, чел. |
| --------------------------------------- | ------------ | --------------- |
| Правый берег Днепра:                    |              |                 |
| Жовтневый                               | 14,2         | 136 000         |
| Зализничный                             | 27,4         | 185 600         |
| Ленинградский                           | 102,1        | 303 200         |
| Минский                                 | 45,7         | 294 300         |
| Московский                              | 53,5         | 185 800         |
| Подольский                              |              |                 |
| Печерский                               | 21,5         | 121 800         |
| Радянский                               | 11,9         | 137 400         |
| Старокиевский                           | 2,9          | 40 500          |
| Шевченковский                           |              |                 |
| Левый берег Днепра:                     |              |                 |
| Ватутинский                             | 141,8        | 316 400         |
| Дарницкий                               | 70,6         | 157 600         |
| Днепровский                             | 58,1         | 244 300         |
| Харьковский (частично на правом берегу) | 169          | 202 000         |

## Современное административное деление Киева
В 2001 году в Киеве была произведена административная реформа, в ходе которой из 14 районов были образованы 10 — семь на правом берегу Днепра и три на левом. Районам были присвоены географически привязанные имена, а границы прошли по главным городским авто- и железнодорожным магистралям.

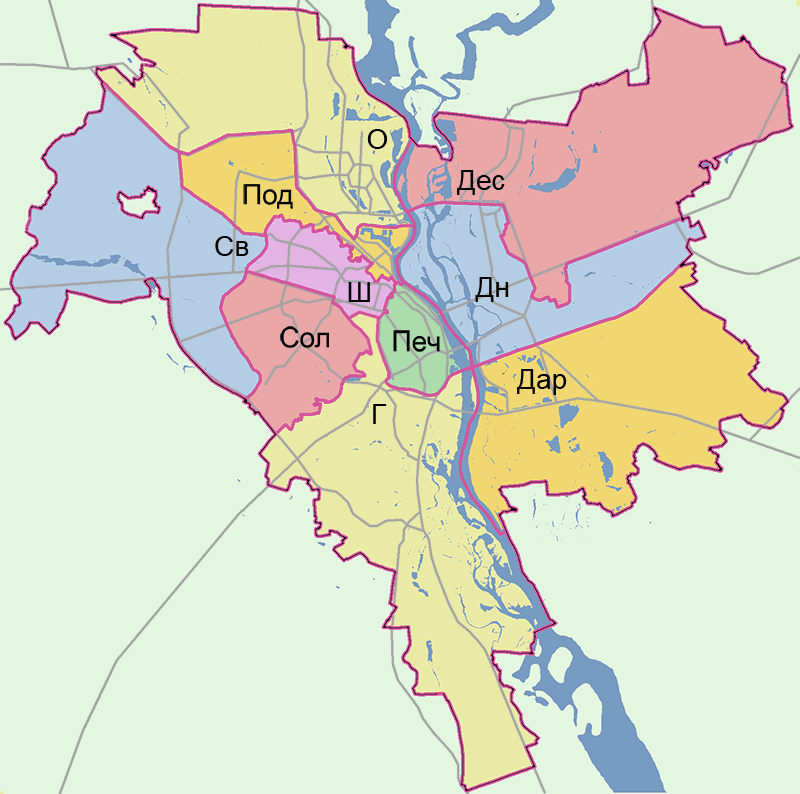
Административные деление Киева после 2001 года:
Г — Голосеевский район
Дар — Дарницкий район
Дес — Деснянский район
Дн — Днепровский район
О — Оболонский район
Печ — Печерский район
Под — Подольский район
Св — Святошинский район
Сол — Соломенский район
Ш — Шевченковский район

### Население и площадь современных районов
Данные на 1 февраля 2022 года:
| Район               | Оригинальное название | Площадь, км² | Население, чел. | Плотность, чел./км² |
| ------------------- | --------------------- | ------------ | --------------- | ------------------- |
| Правый берег Днепра |                       |              |                 |                     |
| Голосеевский район  | Голосіївський район   | 160,78       | ▲253 124        | 1568                |
| Соломенский район   | Солом’янський район   | 40,52        | ▲386 496        | 9300                |
| Святошинский район  | Святошинський район   | 102,63       | ▼340 399        | 3337                |
| Оболонский район    | Оболонський район     | 110,32       | ▼316 104        | 2893                |
| Подольский район    | Подільський район     | 34,08        | ▲210 424        | 6071                |
| Печерский район     | Печерський район      | 19,57        | ▲165 360        | 8268                |
| Шевченковский район | Шевченківський район  | 26,63        | ▼210 205        | 8282                |
| Левый берег Днепра  |                       |              |                 |                     |
| Дарницкий район     | Дарницький район      | 132,24       | ▲347 512        | 2612                |
| Днепровский район   | Дніпровський район    | 66,7         | ▲356 190        | 5366                |
| Деснянский район    | Деснянський район     | 154,2        | ▼364 887        | 2392                |

### Соответствие новых районов старым
| Новые районы (с 2001 года) | Соответствие новых районов районам, существовавшим до 2001 года |
| -------------------------- | --------------------------------------------------------------- |
| Голосеевский               | Московский и часть Харьковского                                 |
| Дарницкий                  | часть Дарницкого и Харьковский                                  |
| Деснянский                 | Ватутинский                                                     |
| Днепровский                | Днепровский и часть Дарницкого                                  |
| Оболонский                 | Минский с частью Подольского                                    |
| Печерский                  | Печерский с частью Московского                                  |
| Подольский                 | Подольский с частью Шевченковского                              |
| Святошинский               | Ленинградский с частью Жовтневого                               |
| Соломенский                | Зализничный с частью Жовтневого и Радянского                    |
| Шевченковский              | Шевченковский с частью Радянского и Старокиевским районом       |

### Состав районов
| Административный район | Исторические местности, жилые массивы и промышленные зоны |
| ---------------------- | --- |
| Голосеевский           | Новое Строение, Голосеево, Китаево, Мышеловка, Сапёрная слободка, Добрый Путь, Корчеватое, Демиевка, Ширма, Теремки-I, Теремки-II, Вита-Литовская (Чапаевка), Феофания, Покол, Пирогово, Нижняя Теличка, Паньковщина, ВДНХ, Забайковье, Монтажник, Комсомольское, Жовтневое (Багринова гора), промзона «По улице Васильковской», промзона «Пирогово», промзона «Корчеватое», промрайон «Теличка» |
| Дарницкий              | Новая Дарница, Харьковский массив, Позняки, массив Северные Осокорки, сёла Позняки и Осокорки, Бортничи, ДВРЗ, Рембаза, промзона «Осокорки», промзона «Позняки», промзона «Бортничи», промрайон «Дарницкий», Село Шевченко |
| Деснянский             | Вигуровщина-Троещина, село Троещина, промрайон Днепровский, часть урочища Днепра и Десенки, промрайон Троещина, Белодубравное и Броварское лесничество, Лесной массив, посёлок Быковня, Быковнянский лес |
| Днепровский            | Соцгород, Старая Дарница, Русановка, Березняки, Левобережный массив, Никольская слободка, Воскресенка, Русановские сады, Гидропарк, Труханов остров, Дарницкий массив, Радужный массив, Комсомольский массив, ДВРЗ, промрайон «Днепровский», промрайон «Воскресенский» |
| Оболонский             | Оболонь, Вышгородский массив, Минский массив, Приорка, Пуща-Водица, ДВС, Петровка, промрайон «Подольско-Куренёвский» |
| Печерский              | Печерск, Липки, Зверинец, Верхняя Теличка, Чёрная гора, Сапёрное поле, Черепанова Гора |
| Подольский             | Подол, Куренёвка, Цветоводство, Приорка, Мостицкий массив, Виноградарь, Ветряные горы, Беличье Поле, Берковец |
| Святошинский           | Никольская Борщаговка, Южноборщаговский массив, Братская Борщаговка, Михайловская Борщаговка, Победа, Жовтневое, Святошино, Академгородок, Авиагородок, Беличи, Новобеличи, Галаганы, промрайон «Никольская Борщаговка», промрайон «Отрадный», промрайон «Нивки» |
| Соломенский            | Соломенка, Батыева гора, Зализничный массив, Первомайский массив, Чоколовка, Александровская слободка, Турецкий городок, Шулявка, Железнодорожная Колония, Проневщина, Совки, Жуляны, Кадетская роща, Отрадный, Грушки, Караваевы дачи, Новокараваевы дачи, промрайон «Отрадный», промрайон «Около станции Пост-Волынский»                                                                       |
| Шевченковский          | Лукьяновка, Кудрявец, Татарка, Сырец, Волейков, Шулявка, Нивки, Солдатская слободка, промзона «По улице Дегтяревской» |